# Moritz Hans

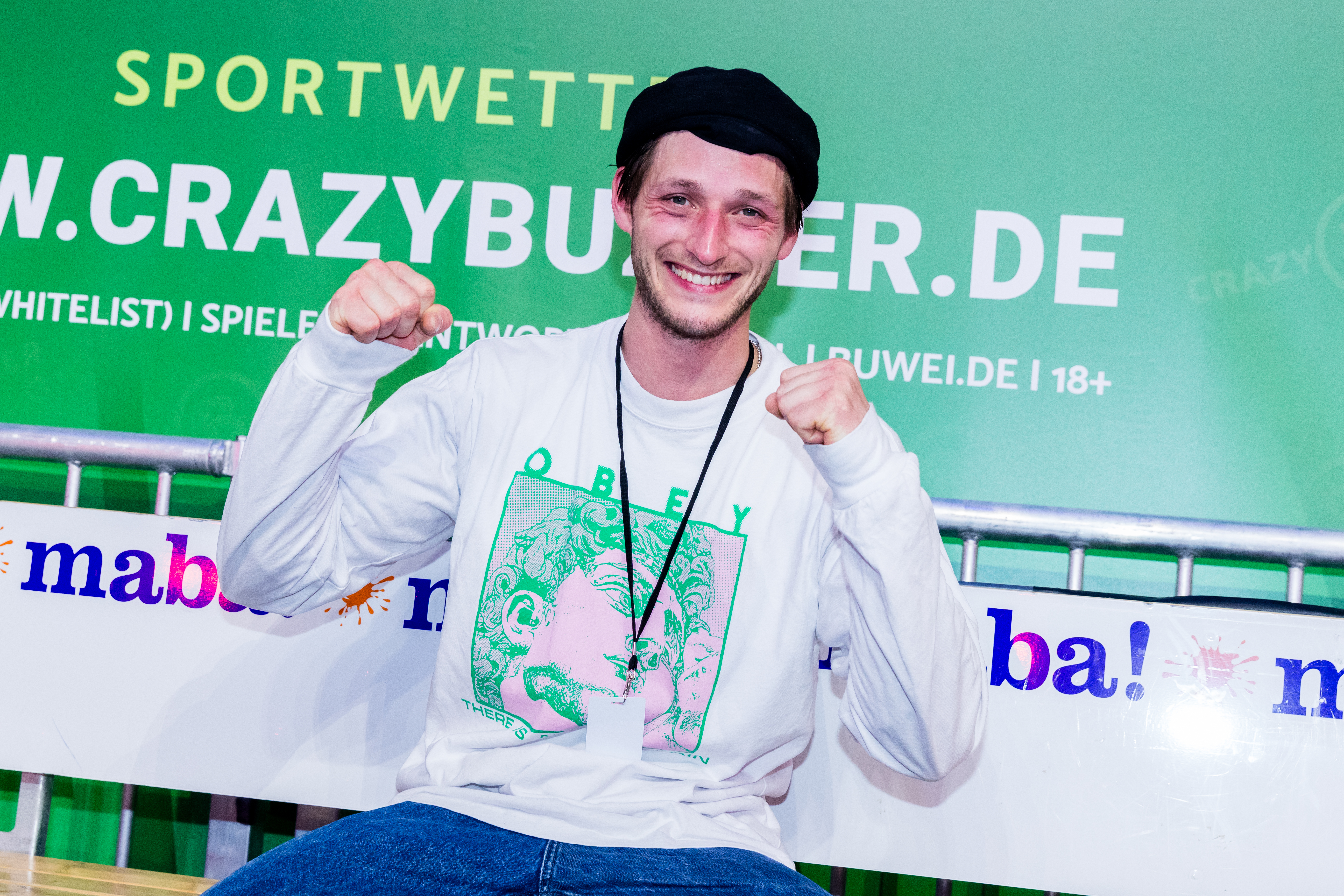
Moritz Hans (2024)

Moritz Hans (* 29. Februar 1996 in Stuttgart) ist ein deutscher Sportkletterer, bekannt durch die mehrmalige Teilnahme bei Ninja Warrior Germany, wo er 2021 den Mount Midoriyama bezwang. In der 13. Staffel von Let’s Dance belegte er den zweiten Platz.

## Leben
Moritz Hans und sein Bruder Philipp lernten durch ihren Vater das Klettern in einer Kletterhalle kennen und wurden Teil der Leistungsgruppe der Sektion Schwaben des Deutschen Alpenvereins. Mit 13 Jahren nahm er als erstes an nationalen Wettbewerben und seit 2010 an internationalen Wettbewerben teil. 2017 begann er ein Studium der Landschaftsarchitektur an der Fachhochschule Nürtingen. Nebenberuflich arbeitet er als Klettercoach im Boulder- und Kletterzentrum Stuttgart. 2018 gelangte er in den Perspektivkader für die Olympischen Spiele 2020, bei denen das Sportklettern zum ersten Mal olympisch war.
Seit der ersten Staffel 2016 nahm Moritz Hans an jeder Staffel von Ninja Warrior Germany teil. Er erreichte in jeder Staffel das Finale und wurde 2017 Last Man Standing und 2019 Zweiter. 2021 bezwang er als erster Deutscher das letzte Hindernis, den Mount Midoriyama, und damit den gesamten Parcours, wurde aber in der Zeit von Sieger René Casselly unterboten, sodass er den zweiten Platz mit einem Preisgeld von 25.000 € erhielt. Im Folgejahr gelangte er wieder zum Mount Midoriyama, konnte ihn aber nicht bezwingen und wurde erneut Zweiter.
2020 trat er in der 13. Staffel von Let’s Dance an, seine Profi-Tanzpartnerin war Renata Lusin, mit der er den zweiten Platz erreichte. Bei der Let’s Dance Livetour 2021 tanzte er als Ersatz für ausgefallene aktuelle Teilnehmer mit.

## Klettererfolge
- 2014: Deutscher Vizemeister Klettern[2]
- 2015: Junioren-Vizeweltmeister Combined[2]
- 2015: 1. Platz Junioren-Europacup Bouldern[4]
- 2015: 1. Platz Junioren-Weltcup Bouldern[4]

## Fernsehauftritte
- 2016: Ninja Warrior Germany, Finalteilnahme
- 2017: Ninja Warrior Germany, Last Man Standing
- 2018: Ninja Warrior Germany, Drittplatzierter
- 2018: Team Ninja Warrior, Team Taraxacum
- 2018: Ninja Warrior Germany – 4 Nationen Special, Teamsieg für Deutschland
- 2018: Ninja Warrior Switzerland – Promi-Special, Sieger
- 2019: Ninja Warrior Germany, Zweitplatzierter
- 2019: Team Ninja Warrior, Finale mit Team Fusion
- 2020: Let’s Dance, Zweitplatzierter
- 2020: Ninja Warrior Germany, Sechstplatzierter
- 2021: Ninja Warrior Germany – All Stars, Top 5
- 2021: Ninja Warrior Germany, Zweitplatzierter (mit Gesamtdurchlauf des Parcours)
- 2022: RTL Turmspringen, Erstplatzierter im Synchronspringen mit Stefanie Edelmann
- 2022: Ninja Warrior Germany, Zweitplatzierter
- 2023: Stars in der Manege – Gewinner
- 2023: Ninja Warrior Germany, Finalteilnahme
- 2023: Let’s Dance Weihnachtsspecial
- 2024: Schlag den Besten
- 2024: Ninja Warrior Germany, Zweitplatzierter